# Vergadering van Notabelen (1814)
Voor de Vergadering van Notabelen kwamen op 29 maart 1814 in de Nieuwe Kerk te Amsterdam 474 notabelen bijeen, die moesten beslissen over de ontwerp-Grondwet. Er waren 600 leden benoemd, maar niet allen verschenen. Sommigen bleven weg vanwege persoonlijke omstandigheden of ziekte (liefst 60 personen), terwijl drie benoemden al overleden waren. Een enkeling had er geen vertrouwen in dat vrijelijk over het ontwerp gesproken kon worden, en vreesde alleen 'ja' of 'nee' te mogen zeggen.
De leden van de Notabelenvergadering (formeel de Grote Vergadering representerende de Verenigde Nederlanden) waren benoemd op 2 maart 1814 door de soeverein vorst. De leden waren per departement (gewest) benoemd, waarbij nog de departementale indeling gold uit de Franse Tijd. Zo was er een departement Zuiderzee dat ongeveer het gebied van Noord-Holland en Utrecht besloeg en een departement Boven-IJssel dat overeenkwam met wat nu ongeveer Gelderland is.
Voorzitter van de vergadering was de Geldersman Anne Willem Carel van Nagell tot Ampsen. De vergadering werd geopend met een toespraak van soeverein vorst Willem. Het ontwerp van de Grondwet was gemaakt door een commissie onder leiding van Gijsbert Karel van Hogendorp. De ontwerp-Grondwet werd verdedigd door Felix van Maanen, president van het Hooggerechtshof en lid van de Grondwetscommissie.
Het ontwerp werd met 448 tegen 26 stemmen aangenomen. Enkele katholieken vreesden overheersing door de hervormden en wezen het ontwerp af. Ook de Amsterdamse hoogleraar Jean Henri van Swinden stemde, vanwege 'gewigtige zwarigheden', tegen.
Hiermee kwam de eerste Grondwet tot stand. Een dag later werd in het bijzijn van de notabelen de vorst ingehuldigd.
Leden van de Notabelenvergadering waren hoofdzakelijk lokale bestuurders uit de steden en de ambtsheerlijkheden op het platteland. Veel van hen waren grondbezitter. Daarnaast waren enkele officieren, rechters, hoogleraren en koopmannen lid.

## Opkomst
| departement           | benoemd | verschenen |
| --------------------- | ------- | ---------- |
| Boven-IJssel          | 74      | 66         |
| Friesland             | 52      | 38         |
| Monden van de IJssel  | 43      | 37         |
| Monden van de Maas    | 118     | 92         |
| Monden van de Rijn    | 83      | 56         |
| Monden van de Schelde | 25      | 18         |
| Wester-Eems           | 53      | 34         |
| Zuiderzee             | 152     | 133        |
| Totaal                | 600     | 474        |

## Verschenen leden per departement (provincie)

### departement Boven-IJssel (66)
- Balleur, N. le
- Borssele, A.W. van
- Brakell tot den Brakell, D.L. baron van
- Brantsen, J.
- Bricheau, J.
- Brugghen van Kermesteyn, D.W. van der
- Bylandt Halt, F.S. van
- Capellen, J.F.B. van der
- Cremer, H.F.
- Dedem van Vosbergen, J.A. van
- Dijckmeester, H.J.
- Dorth tot Medler, R.E. van
- Drachstett, F.L.F. van
- Eck, J.C. van
- Engelen, W.E.
- Engelen, W.
- Gaymans, A.A.
- Grotenhuis van Onstein, E.J.R. van
- Hackfort tot ter Horst, O.G.W.J.
- Haesebroek, P.
- Hasselt, J.H. van
- Heeckeren tot de Wiersse, L. van
- Heeckeren van Enghuizen, E.F. baron van
- Heeckeren van Nettelhorst, E.Ch.C.W. van
- Heyden van Baak, J.H.A.A.J. baron van der
- Hövell tot Westerflier, A.J.A. van
- Hugenpoth tot Aerdt, G.F.A.H.C. van
- Hummelick, A.H.
- Lamsweerde, G.W.J. baron van
- Lidth de Jeude, C.Ch. van
- Limburg Stirum, S.J. graaf van
- Löben Sels, M.J. van
- Loë, H.J. von
- Lynden van Hemmen, F.G. baron van
- Lynden van Oldenaller, S. van
- Mackay, B.J.Ch.
- Markel Bouwer, A.H. van
- Nagell van Ampsen, A.W.C. baron van
- Neukirchen genaamd Nijvenheim, F.W. van
- Ockerse, G.
- Op ten Noort, H.J.
- Pabst van Bingerden, J.M. van
- Pallandt van Keppel, F.W.F.Th. baron van
- Plegher, T.G.
- Pruimers, D.
- Raedt, A.
- Randwijck, O. baron van
- Rappard, B. van
- Rappard, H.A. van
- Rhemen van Rhemenshuizen, W.G.J. van
- Ruuk, R.P. de
- Schenck van Nijdeggen, H.F.J.
- Singendonck, J.M.
- Spaen tot Biljoen, J.F.W. baron van
- Spaen van Schouwenburg, F.A. van
- Speyart van Woerden, J.E.H.Th.
- Staring, A.Ch.W.
- Steen, J.D. van den
- Straalman, P.
- Tengbergen, J.A.
- Virieu, O. de
- Vries, J.C.F. de
- Wassenaar van Sint Pancras, J.N.A. baron van
- Wentholt, E.J.
- Westenberg, W.J.
- Westerholt, B.F.W. van
- Zuylen van Nyevelt, J.H. baron van

### departement Friesland (38)
- Adema, B.
- Albarda, W.
- Alring, B.
- Andringa de Kempenaer, A.A. van
- Asbeck tot Berge en Munsterhausen, G.F. baron van
- Basseleur, S.
- Bergsma, J.C.
- Boelens, A.A. van
- Buma, B.
- Burmania Rengers, J.Sj.G.J. baron van
- Burmania Rengers, C.J. van
- Camper, A.G.
- Camstra thoe Schwartzenberg en Hohenlandsberg, J.S.Tj.
- Cats, P.
- Coehoorn van Scheltinga, M.
- Collot d'Escury, C.Æ.E. baron
- Gerlsma, S.
- Haer, D.B. van der
- Haersma, S. van
- Haitsma, Tj.
- Harinxma thoe Slooten, A. van
- Lycklama à Nijeholt, T.M.
- Olivier, W.
- Poppenhuizen, I.F. van
- Rengers, L.J.J.
- Scheltinga, F.J.J. van
- Scheltinga van Heemstra, C.
- Sloterdijck, J.F. van
- Sminia, W.L. van
- Sytzama, W.H. baron van
- Vegelin van Claerbergen, V.L.
- Vierssen, M. van
- Vierssen, W.L. van
- Wassenaar, K.A.
- Wendt, L. de
- Wielinga van Scheltinga, E.E
- Willinge, J.A.
- With, F. de

### departement Monden van de IJssel (37)
- Bentinck (van Nijenhuis), A.C. baron
- Bentinck van Schoonheten, R.F.C.
- Bentinck van Schoonheten, V.R.
- Cramer, A.H.
- Dedem tot de Rollecate, W.J. van
- Eekhout, R.
- Feltz, H.R.W. van der
- Gansneb genaamd Tengnagel, J.J.
- Greven, H.W.
- Haersolte, A.C.W. van
- Heerdt tot Eversberg, W.H. van
- Helmich, M.
- Hemert tot Dingshof, W.F. van
- Isselmuden, R.H. van
- Ittersum, J.G. van
- Kesselaer, B.
- Lemker, F.
- Marle, H.E. van
- Merwede, A. van der
- Middachten, R.W.J.A.F. van
- Nilant, L.H.C.
- Op ten Noort, J.J.
- Pallandt van Eerde, A.W. baron van
- Queysen, W.
- Rechteren, F.R.C. van
- Rechteren Limpurg, F.L.G. graaf van
- Sloet tot Marxveld, R.W.
- Sloet tot Oldruitenborgh, A.
- Sloet tot Warmelo, F.W. baron
- Sonsbeeck, B.J. van
- Thomassen à Thuessink, G.J.
- Tobias, H.A.
- Upwich, W.L. van der
- Vos de Wael, G.E.
- Vos van Steenwijk, R.H. de
- Wijck, J.D.F. van der

### departement Monden van de Maas (92)
- Andel, H. van
- Appeltere, S.C. van
- Baelde, P.
- Beelaerts van Emmichoven, P.
- Bichon van IJsselmonde, M.C.
- Bisdom, S.R.
- Bloys van Treslong, C.Y.
- Boetzelaer van Kijfhoek, D. baron van
- Boogaert, B. van den
- Breur, J.
- Burch, J.A. van der
- Collot d'Escury, H. baron
- Court, M.G. del
- Cruijsse van Hoey, J.W. van der
- Cunaeus, E.H.J.
- Diert van Leefdael, J.N.
- Does, A. van der
- Ende, G.A. van den
- Fagel, J. baron
- Gennep, G. van
- Gevaerts, P.
- Gevers, H.
- Gevers Deynoot, W.Th.
- Goes, Ph.J. van der
- Goes van Naters, C. van der
- Goltz, F.A. graaf van der
- Groen van Prinsterer, P.J.
- Groeninx van Zoelen, O.P. baron
- Halteren, D. van
- Harencarspel Decker, F. van
- Heere, P. de
- Heereman, C.
- Hees, F. van
- Heldewier, D.M.G.
- Heukelom, J. van
- Hoffmann, J.F.
- Hogendorp van Heeswijk, J.F. graaf van
- Holmberg de Beckfelt, N.
- Holst, A. van
- Hooft, G.L.H.
- Hoog, M.
- Hope, A.
- Hoppesteijn, G.J.
- Hoyer, W.
- Hubert, I.
- Jongh, E.A. de
- Kemper, J.M.
- Leyden Gael, D. van
- Leyden van Westbarendrecht, F.A. van
- Limburg Stirum Noordwijk, W.A.W. graaf van
- Linden van den Heuvell, H.L. van
- Lockhorst van Bonlez, B. van
- Melvill van Carnbee, P.
- Mey van Streefkerk, J.G. de
- Mierop, I.N.J. van
- Mossel van Stralen, J. van
- Okhuysen, N.J.
- Onderwater, H.
- Onderwater, B.
- Oordt, G. van
- Osy, A.J.
- Pietermaat, D.
- Poeliën, D. van
- Pompe, J.
- Pompe van Meerdervoort, A.
- Rauws, P.A.
- Reepmaker, J.
- Rees, M.G.
- Repelaer van Molenaarsgraaf, J.
- Roo van Westmaas, F. de
- Roos van Hoytema, M.P.A.
- Salvador, M.
- Schaep, J.S.
- Schiefbaan, J.A.
- Schuylenburg, F.P.G. van
- Six van Hillegom, J.
- Slingelandt, J.D.B. van
- Staal, D.P.J. van der
- Steyn Parvé, D.J.
- Stoop, D.
- Sturenberg, R.
- Suermondt, W.
- Teylingen, D.G. van
- Toulon, M. van
- Uitenhage de Mist, J.A.
- Vollenhoven, C. van
- Voorst, G.J. van
- Werff, A. van der
- Wijckerheld Bisdom, D.R.
- Willer, I.
- Wittert van Bloemendael, N.C.
- Zuylen van Nijevelt, A. van

### departement Monden van de Rijn (56)
- Ackersdijk, H.J.
- Beverwijk, G. van
- Boecop, L.Th.J. van
- Bommel, P.J. van
- Borret, A.J.L.
- Bowier, H.
- Brand, W.
- Brouwers, J.
- Brugghen van Croy, J.C.G. van der
- Bylandt, W.F. graaf van
- Court, P.E.A. de la
- Damisse de Roos, J.H.R.
- Goes, F. van der
- Half-Wassenaer van Onsenoort, J.W.
- Hallungius, J.S.
- Havermans, B.S.J.
- Heurn, L.W.E. van
- Heuvel, M.J.J. van den
- Heyden, H.P. van der
- Hoeij, J.P. van
- Hoeufft, J.H.
- Hogendorp van Hofwegen, D.J.F. van
- Hoppenbrouwers, H.
- Horst, L.W. van der
- Huysmans, M.
- Janssen, A.
- Jantzon van Nieuwland, S.B.
- Jong van Beek en Donk, J. de
- Jonge van Zwijnsbergen, F.A. de
- Kuijper, J.F. de
- Martini, H.B.
- Mulders, A.F.
- Nahuys, C.J.W.
- Oomen, H.
- Panhuys, J.A.Ch. van
- Panneboeter, G.W.
- Reigersman, A.
- Rietvelt, J.A.
- Rijckevorsel, Th.C. van
- Robinet de Villeval, H.J.
- Senarclens de Grancy, O.A.M.W.
- Smeth, Th. de
- Spaen la Lecq, W.A. baron
- Spelt, A. van der
- Tets, M.J.F. van
- Thije Hannes, W.H. van
- Tollius, H.
- Trip, J.L.
- Velthoven, A.A. van
- Verheijen, A.J.J.H.
- Verheyen, F.X.
- Verspijck, J.S.
- Voocht, A.J.J.C. de
- Voss, J.Ch. van
- Weichs de Wenne, C.K.F.A.F.S. de
- Zurpele, J.J.F. van

### departement Monden van de Schelde (18)
- Brauw, W.M. de
- Buteux, P.
- Catshoek, M.A.
- Crane, W.Ch. de
- Evertsen, C.C.
- Haringman, D.A.
- Jonge van Campensnieuwland, W.A. de
- Jonge van Ellemeet, M. de
- Loke, J.D.
- Mogge Muilman, W.F.
- Noël, D.
- Philipse, A.W.
- Plevier, W.J.
- Schuurbeque Boeye, J.
- Spiegel, L.J. van de
- Steengracht van Oosterland, N.
- Tegelberg, I.J.
- Witte van Citters, L. de

### departement Wester-Eems (34)
- Alberda van Menkema, G.
- Alberda van Rensuma, O.T. baron
- Aulnis de Bourouill, J.H.L. baron d'
- Clé, H.N. la
- Geertsema, S.G.
- Gesseler de Raadt, J. van
- Gockinga, G.C.
- Gockinga, C.H.
- Haak Oosting, J.
- Heiden Reinestein, S.J. graaf van
- Hofstede, P.
- Holthe tot Echten, R.O. van
- Hora Siccama, W.
- Iddekinge, J.F. van
- Inn- und Kniphausen, H.C. von
- Jullens, W.W.
- Keiser, J.H.
- Kymmell, W.
- Lewe van Aduard, C.J.
- Lewe van Middelstum, E.J.
- Lewe van Nijenstein, E.W.
- Linthorst Homan, J.
- Marees van Swinderen, R. de
- Nijsingh, J.
- Polman Gruijs, J.E.
- Savornin Lohman, M.A. de
- Sichterman, M.
- Sitter, W. de
- Swinderen, W. van
- Tonckens, J.L.
- Trip, A.J.
- Veen, D.N. van der
- Vos, G.
- Vos van Steenwijk, G.W. de
- Wijchgel, H.L.

### departement Zuiderzee (133)
- Ablaing van Giessenburg, J.D.C.C.W. baron d'
- Alewijn, W.
- Ameshoff, A.
- Backer, A.
- Bakker, H.
- Beaufort, W.H. de
- Berg, O.W.J.
- Bergh van Lexmond, A.H. van den
- Bernard, J.C.B.
- Bicker, H.
- Bierens, D.
- Bleyswijk, H.A. van
- Boetzelaer, P.A. baron van
- Bondt, J.
- Bormeester, C.
- Both Hendriksen, J.
- Braet, O.
- Bredehoff de Vicq, F. van
- Brienen van Ramerus, G.C.R.R. van
- Broen Mzn., M.
- Brouwers Jzn., J.
- Burgh, D.G. van der
- Calkoen, N.
- Canter Camerling, D.J.
- Carbasius Bzn., H.
- Cavellier van Adrichem, J.L.M.
- Charlé, P.P.
- Clifford, G.
- Collen, J. van
- Copius Peereboom, M.
- Cras, H.C.
- Cuperus, A.J.
- Daeij, M.A.
- Dedel, P.S.
- Deutz van Assendelft, A.A.
- Deventer, H.J. van
- Duyvensz, J.J.
- Elias, D.W.
- Eys, P.A. van
- Eys, J.N. van
- Faas Elias, G.
- Foreest, C. van
- Gelder de Neufville, D.M. van
- Gerlings, C.
- Gobius, O.W.
- Goll van Franckenstein, J.
- Goor Hinlopen, J. van
- Graafland, J.
- Haersma, H.H. van
- Hardenbroek, G.C.D. van
- Hasselgreen, J.A. de
- Heeckeren van Brandsenburg, W.R. baron van
- Helmolt, J.C.
- Hengst, C.M. van
- Heuvel, H.A. van den
- Hodshon, J.
- Hodshon, A.
- Hoeufft, J.P.
- Hogguer, P.I.
- Hoop, A. van der
- Hoorn, P.Th. van
- Houttuijn Gzn., P.
- Hovy, H.
- Huydecoper van Maarsseveen, J.
- Iddekinge, Tj.A. van
- Jager, W.
- Kien, J.L.
- Kluppel, A.J.
- Kol, E.
- Laer, J. van
- Lakeman, J.Th.
- Leij, A.A. van der
- Lennep, J.A. van
- Lilaar, F.J. van
- Loon, J. van
- Lynden van Lunenburg, J.H. van
- Maanen, P.J. van
- Marum, M. van
- May, J.S.
- Meijer, J.D.
- Merens, A.
- Methorst, N.
- Meulman, J.
- Munter, A.C.W.
- Nellesteyn, C.J. van
- Nepveu, L.J.
- Nutges, G.
- Oudermeulen, C. van der
- Pauw geboren Hoeufft, L.
- Peelen, B.
- Perponcher Sedlnitsky, J.A.D.
- Pesters van Cattenbroek, W.N. de
- Poll, J. van de
- Pont, P.
- Putman, W.
- Quarles van Ufford, P.N.
- Reede tot Middachten, W.G.F. graaf van
- Rendorp, W.
- Renesse van Wilp, J.P.H.L. van
- Sande, G.W. ten
- Saportas, J.
- Severijn, A.J.
- Six van Oterleek, C.Ch. baron
- Snouck van Loosen, S.
- Snouckaert van Schauburg, G.Th.A.
- Sonnaville, P. de
- Spiegelmaker Spanjaard, J.
- Stadt, E. van de
- Steenhardt, B.M. van
- Stelt, P.
- Straalman, A.W.
- Strick van Linschoten, N.H.
- Swellengrebel, H.C.
- Swinden, J.H. van
- Sypesteyn, W. van
- Taets van Amerongen, J.A.
- Teding van Berkhout, J.P.
- Teengs, J.
- Tuyll van Serooskerken van Zuylen, W.R. baron van
- Valkenburg, C.C. van
- Voet van Winssen, P.E.
- Vollenhoven, A.J. van
- Waardenburgh, J.
- Waiboer, J.
- Warin, N.
- Weede van Dijkveld, E. van
- Wendorp, P.J.
- Westrenen van Sterkenburg, J.J. van
- Weveringh, H.
- Wickevoort Crommelin, J.P. van
- Willink, W.
- Winter, J.J. van